# Serviços Médicos da Armada
Serviços Médicos da Armada (em língua inglesa: Army Medical Services - AMS) é uma organização britânica responsável pela administração de quatro unidades separadas, que fornecem serviços médicos e de enfermagem à Armada Britânica, o exército das Forças Armadas do Reino Unido.

## Unidades
A AMS é responsável por administrar os quatro corpos separados que prestam serviços médicos, veterinários, odontológicos e de enfermagem no Exército Britânico. São eles:
- Corpo Médico da Armada Real
- Corpo Dentário da Armada Real
- Corpo de Enfermagem da Armada Real da Rainha Alexandra
- Corpo Veterinário da Armada Real

A AMS contribui para a conservação da força de combate e do moral do Exército e assessora os comandantes em questões de saúde e doença.

## Administração e liderança
Os Serviços Médicos do Exército são administrados pelo Quartel General da Diretoria Médica do Exército em Andover, anteriormente sob a liderança do Diretor Geral dos Serviços Médicos do Exército (DGAMS). O Diretor-Geral respondia ao Adjutor-Geral e sua função era promover serviços eficazes de saúde médica, odontológica e veterinária para o Exército e fornecer um enfoque político para o treinamento médico individual, doutrina e desenvolvimento da força. O posto foi desativado após 2016.
Um pedido de Liberdade de Informação identificou que a partir de 2018, "a responsabilidade diária pela política médica e pelo desenvolvimento de capacidades" estaria "no nível de brigadeiro", mas não indicava o título desse cargo específico. A partir de março de 2019, um brigadeiro é empregado nas fileiras sênior do Exército como Conselheiro de Saúde Sênior, que "Monitora e avalia a saúde do Exército para auxiliar o Diretor de Pessoal na provisão de Política de Saúde, fornece supervisão e garantia de política para o Comandante do Exército de Campo em a geração e entrega de capacidade operacional médica, e é diretamente responsável pela prestação de serviços de atenção primária ao Exército e serviços comunitários de saúde mental para a Defesa".